# Internet Relay Chat
A Wikipédia IRC-csatornájával a Wikipédia:IRC-csatornák című szócikk foglalkozik részletesen.
Az Internet Relay Chat (elterjedtebb nevén IRC) egy kliens-szerver alapú kommunikációt lehetővé tevő csevegőprotokoll, melynek segítségével emberek tíz- vagy akár százezrei is cseveghetnek egy időben, különböző témákban, illetve „csatornákon”.

## Az IRC története
Az első IRC-klienst és -szervert 1988 nyarán Jarkko Oikarinen (WiZ) készítette el, a finnországi Oului Egyetemen. Célja az Oulu Box nevű BBS-rendszerhez készített, MultiUser Talkra keresztelt, valós idejű csevegést lehetővé tevő kiegészítő kiváltása volt.
Az első szerver a tolsun.oulu.fi címen volt elérhető. Az új rendszer megalkotásában Jyrki Kuoppala és Jukka Pihl segített Jarkkónak. Ez még csak az IRC-nek egy nagyon kezdetleges változata volt, mert csak privát üzenetküldési lehetőség volt benne. A klienstől kliensig kommunikációt (CTCP) már ekkor is támogatta a rendszer, viszont csatornák még nem léteztek. A kész programok első verziója augusztus környékén került fel a gépre.

## Technikai információk
Az IRC egy nyílt protokoll, ami a TCP/IP-re épül. Egy IRC-szerver más szerverekkel össze tud kapcsolódni és így alakul ki egy IRC-hálózat. A felhasználók a kliensekkel tudnak csatlakozni egy szerverre. Szerverből (például IRCd, Unreal IRCd, Hybrid IRCd stb.) és kliensből (például Irssi, mIRC, BitchX, Epic stb.) is nagyon sok megvalósítás létezik, de elmondható róluk, hogy (bizonyos funkcióktól eltekintve) követik az RFC 1459-et.
Egyre több szerver és kliens támogatja a biztonságos kapcsolatok létrehozására alkalmas SSL-t is.

### IRC-hálózatok
- Az IRCnet magyar szerverei Archiválva 2006. április 4-i dátummal a Wayback Machine-ben
- IRC2 Chat Archiválva 2013. június 3-i dátummal a Wayback Machine-ben
- Az iRCLiNE hálózat
- A FreeNode honlapja (angolul)
- A QuakeNet honlapja (angolul)
- Az EfNet honlapja (angolul)
- Az UnderNet honlapja (angolul)
- A DalNet honlapja (angolul)
- A DumaNet honlapja

### RFC-k
- RFC 1459 (angolul)
- RFC 2810 (Felépítés) (angolul)
- RFC 2811 (Csatorna kezelés) (angolul)
- RFC 2812 (Kliens protokoll) (angolul)
- RFC 2813 (Szerver protokoll) (angolul)